# Neosybra affinis
Neosybra affinis är en skalbaggsart som beskrevs av Stefan von Breuning 1961. Neosybra affinis ingår i släktet Neosybra och familjen långhorningar.
Artens utbredningsområde är Moçambique. Inga underarter finns listade i Catalogue of Life.